# Third World (album)
| Recensione | Giudizio |
| ---------- | -------- |
| AllMusic   | [ 1 ]    |

Third World è l'album discografico di debutto del gruppo musicale giamaicano di reggae Third World, pubblicato dall'etichetta discografica inglese Island Records nel 1976.

## Tracce
Lato A
1. Sette Massgana (Give Thanks) – 6:45 (Bernard Collins, Donald Manning, Linford Manning)
2. Cumina – 0:35 (Tradizionale)
3. Slavery Days – 7:45 (Winston Rodney)
4. Brand New Beggar – 5:15 (Cornell Marshall, Michael Cooper, Steven Cat Coore)

Lato B
1. Cross Reference – 2:10 (Cornell Marshall, Irving Jarrett, Michael Cooper, Milton Hamilton, Richie Daley, Steven Cat Coore)
2. Got to Get Along – 4:40 (Cornell Marshall, Michael Cooper, Steven Cat Coore)
3. Sun Won't Shine – 6:20 (Cornell Marshall, Michael Cooper, Milton Hamilton, Richie Daley, Steven Cat Coore)
4. Freedom Song – 4:50 (Clive Brown)

Edizione CD del 2015, pubblicato dalla Caroline Records (5357978)
1. Satta Amasa Gana – 6:47 (Bernard Collins, Donald Manning, Linford Manning)
2. Kumina – 0:35 (Tradizionale)
3. Slavery Days – 7:43 (Winston Rodney)
4. Brand New Beggar – 5:18 (Cornell Marshall, Michael Cooper, Steven Cat Coore)
5. Cross Reference – 2:09 (Cornell Marshall, Irving Jarrett, Michael Cooper, Milton Hamilton, Richie Daley, Steven Cat Coore)
6. Got to Get Along – 4:39 (Cornell Marshall, Michael Cooper, Steven Cat Coore)
7. Sun Won't Shine – 6:21 (Cornell Marshall, Michael Cooper, Milton Hamilton, Richie Daley, Steven Cat Coore)
8. Freedom Song – 4:59 (Clive Brown)
9. Don't Cry on the Railroad Track – 3:00 (Cornell Marshall, Michael Cooper, Milton Hamilton, Richie Daley, Steven Cat Coore) – Bonus Track
10. Rainbow Love – 3:15 (?) – Bonus Track
11. Satta Amasa Gana Dub – 3:51 (Bernard Collins, Donald Manning, Linford Manning) – Bonus Track
12. Slavery Days – 6:46 (Winston Rodney) – Bonus Track - Alternate Take
13. Brand New Beggar Dub – 5:43 (Cornell Marshall, Michael Cooper, Steven Cat Coore) – Bonus Track
14. Got to Get Along – 3:58 (Cornell Marshall, Michael Cooper, Steven Cat Coore) – Bonus track - Alternate Take
15. Sun Don't Shine Dub – 5:50 (Cornell Marshall, Michael Cooper, Milton Hamilton, Richie Daley, Steven Cat Coore) – Bonus Track
16. Freedom Song Dub – 5:16 (Clive Brown) – Bonus Track

## Formazione
- Milton Hamilton (Prilly) - voce solista
- Steven Coore (Cat) - chitarra solista
- Michael Cooper (Ibo) - tastiere
- Richard H. Daley (Richie) - basso
- Cornell Marshall (Cornel) - batteria
- Irving Jarrett (Carrot) - percussioni